# جنی سیلور
جنی سیلور (به انگلیسی: Jenny Silver) (زاده ۲۲ ژانویه ۱۹۷۴) خواننده سوئدی است.